# 헤르만 뮐러
헤르만 뮐러(Hermann Müller, 1876년 5월 18일~1931년 3월 20일)는 바이마르 공화국 시기에 주로 활동한 독일의 정치인이다. 뮐러는 1919년에서 1928년까지 사민당 대표단의 일원이었으며, 1919년에서 1920년 사이 구스타프 바우어 연정에서는 외무부 장관을 지냈다. 1920년에서 1929년 사이에는 제국의회 사민당 교섭단체 대표를 역임하고, 1928년에서 1930년까지는 바이마르 공화국의 총리를 지냈다.

## 초기
1876년 5월 18일 샴페인 공장주였던 게오르그 야코프 뮐러의 아들로 태어났다. 아버지는 가족과 함께 1888년 드레스덴 근처의 니더뢰스니츠로 이주한다. 거기에서 그는 부사드 샴페인의 대표를 지낸다. 헤르만 뮐러는 1882년부터 만하임과 쾨츠쉔브로다, 드레스덴에서 학교를 다닌다. 그는 루트비히 포이어바흐의 지지자였던 아버지의 영향을 받아 종교가 없었다. 라데베울의 칼 마이와 교류를 하게 된 것도 청소년기의 일이다. 1892년 그의 아버지가 사망하자, 뮐러는 고등학교를 중퇴하게 된다. 최종적으로 프랑크푸르트에 있는 빌러로이 운트 보흐에서 상인직업교육을 마치고, 프랑크푸르트와 브레스라우에서 점원으로 일했다.
점원일이 그에게 크게 전망이 좋지는 않았다. 대신 그는 점원 노조활동에 참여했다. 1893년 독일 사회민주당에 가입하고, 1년후에 자유 노조에 가입한다. 그후 친사민주의적인 신문 《슐레지쉔 폴크스바흐트》에서 프리랜서로 일한다.1899년에서 1906년에는 《괴를리츠 폴크스바흐트》에서 편집인으로 일하기도 했다.
1902년 프리다 톡쿠스(1905년 사망)와 결혼하고, 1905년에 딸 안네마리를 출산한다. 후에 고트리브 예거와 다시 결혼한다. 이 부부는 후에 정치가 루돌프 브라이트샤이트의 비서가 되는 에리카 비어만을 낳는다.

## 1차대전 전의 정치
1903/04년에서 1906년까지 괴를리츠 시의원을 지낸다. 동시에 괴를리츠 소재 사민당 지역조직의 대표도 겸임한다. 이 활동을 통해 윌러는 사민당 대표였던 아우구스트 베벨에게 자신을 알린다. 베벨은 이미 1905년에 뮐러를 당사무총장으로 밀었지만, 당내 최대 세력인 노조그룹이 뮐러를 당내 극좌파의 대표로 보았기 때문에 낙선하고 만다. 그 선거에서 뮐러대신 프리드리히 에베르트가 당선됐다. 다음해 뮐러는 당사무총장으로 선출되어 당지도부에 들어갔다.당지도부 내에서 당의 언론을 담당하게 된다. 이 일의 일환으로 그는 당보가 보수적 통신사로부터 독립할 수 있도록 사민당 통신사무소를 개설한다. 그는 당 심판원의 판관과 《일하는 청년》의 업무도 담당했다. 《일하는 청년》일을 하면서 루드비히 프랑크와 칼 립크네흐트와 함께 일을 했다. 후에 정치적 노선이 달라지고, 그의 살해로 많은 비난을 받게 되지만 당시에 뮐러는 립크네흐티를 후원했다.

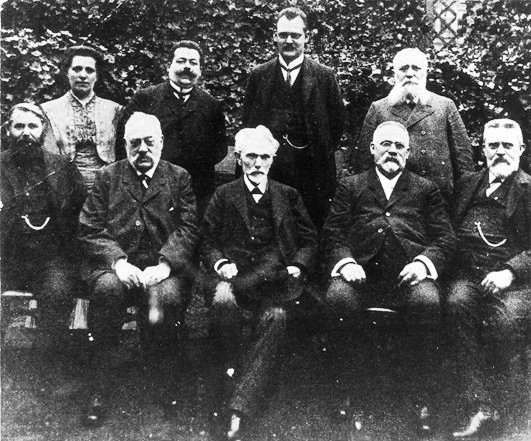
1909년 사민당 지도부. 뒷줄 좌에서 2번째와 3번째가 에버트와 뮐러

1908년 3계급선거권 형태로 진행된 프로이센 주의회 선거 브란덴부르크-베스트하펠란트 선거구에 출마한다.베벨에 대한 충성심에도 불구하고 항상 그의 입장을 지지한 것은 아니었다. 뮐러는 1910년 당론에 반해 남부독일의 주 예산을 지지한 남부사민당 당원들의 출당조치에 찬성했었다.
당지도부는 출중한 외국어 실력을 갖고 있던 뮐러에게 외국 사민당과의 연락업무를 맡겼다. 뮐러는 일종의 사민당의 "비공식 외무부 장관"이었다. 이 경험은 바이마르 공화국시절 그에게 많은 도움이 되었다. 뮐러는 외국 사민당들의 당대회에 참석했고, 당내에서 외국 상황에 대한 전문가로 통했다. 1911년 제2차 모로코 위기때는 에버트와 유보적 입장을 지지하면서, 외국 사민당과의 협의를 거부했다. 오토 벨스는 이에 대해 에버트와 뮐러를 강력히 비판했고, 이로 인해 다음 당대회에서 지도부 재선출에 실패한다. 이런 갈등에도 개인적 친분은 유지 됐다. 1909년 뮐러가 오토 브라운을 제치고 당대표로 당선되면서 이 둘의 관계는 나빠졌다.
아우구스트 베벨이 건강이 좋지 않던 1910년부터 뮐러는 당지도그룹에 들어간다. 늦어도 로자 룩셈부르크의 강력하게 비판한 1911년부터는 더 이상 뮐러는 당내 좌파 그룹에 속하지 않았다. 그는 룩셈부르크를 중심으로 한 좌파와 수정주의자 둘 다를 반대하는 중앙파에 해당했다. 에베르트와 뮐러는 당대회 사이의 최고 기구로 당위원회를 설치할 것을 주장했다.

## 1차대전과 혁명
1914년 초 프랑스 사회당 당대회 연설에서 뮐러는 노동운동의 국제적 친선이 점점 공공해질 것이라고 밝혔다. 그는 그 해 여름 영국 노동당 당대회에도 참석했다. 전쟁의 위협이 높아가던 그 해 여름, 뮐러는 당대표 에르베르트에게 독일군부의 공포스런 결정을 막기위해 스위스로 갈것을 압박했다. 뮐러 본인은 프랑스의 자매 정당과 공동행동방안을 협의하기 위해 파리로 향했다. 그가 파리에 도착했을 때 이미 장 조레스가 살해됐던 때였다. 프랑스 측의 의구심으로 더 이상 합의에 도달할 수 없었다. 뮐러는 당시 베를린의 사민당 의원단이 이미 전쟁공채 발행에 찬성한 사실을 모르고 있었다. 그의 파리에서의 협의 실패에 대한 보고는 사민당 의원단의 결정에 확신을 부여하는 듯 보였다.
전쟁 발발후 뮐러는 당내 우파로 입장을 바꿔 에두아르드 다비드 그룹의 입장을 취하는 한편, 성내평화 정책을 지지했다. 당내 좌파와 지도부가 《슈트트가르터 탁바흐트》를 두고 갈등이 발생했을 때, 뮐러는 에베르트와 슈트트가르로가서 명목상의 회계불일치를 들어 신문을 지도부 산하로 편입시킨다. 또 1916년 봄 뮐러는 《전진》지의 사전검열을 도입하고, 그가 게재될 기사와 그렇지 않을 기사를 결정했다. 전쟁기간동안 에베르트와 샤이데만으로 인해 뮐러는 당내에서 영향력을 잃어버린다.
뮐러는 보궐 선거로 1916년에서 1918년까지 제국의회 의원이 된다.
뮐러는 1917년 에베르트와 샤이데만등의 대의원과 함께 사회주의자 대회가 열리는 스톡홀름으로 간다. 전쟁상대국 정당과 친선을 다지려는 희망은 이뤄지지 않았다. 다른 대의원들은 곧 귀국하지만 뮐러는 스웨덴에 남아 요양을 통해 건강을 회복한 후 귀국한다.
뮐러는 보수주의자들의 합병에 반대하고 벨기에의 전후 독립을 지지했다. 하지만 브레스트-리토프스크 조약을 지지했다. 그리고 막스 폰 바덴 정부에 사민당이 참여할 것을 주장했다.
11월 혁명 발생후 뮐러는 구스타프 노스케와 더불어 혁명을 일으킨 수병들에게 영향을 주기위해 1918년 11월 초 킬로 파견된다. 뮐러는 11월 11일부터 12월 21일까지 노동자군사평의회의 임시중앙집행위원을 역임한다. 이후 샤이데만정부가 구성될 때까지 중앙집행위원으로 활동한다. 뮐러는 임시중앙집행위원회의 3인 대표중 하나였다. 그 자리에서 그는 사민당의 입장과 곧 있을 선거를 위해 최선을 다했다.

## 정부참여와 야당

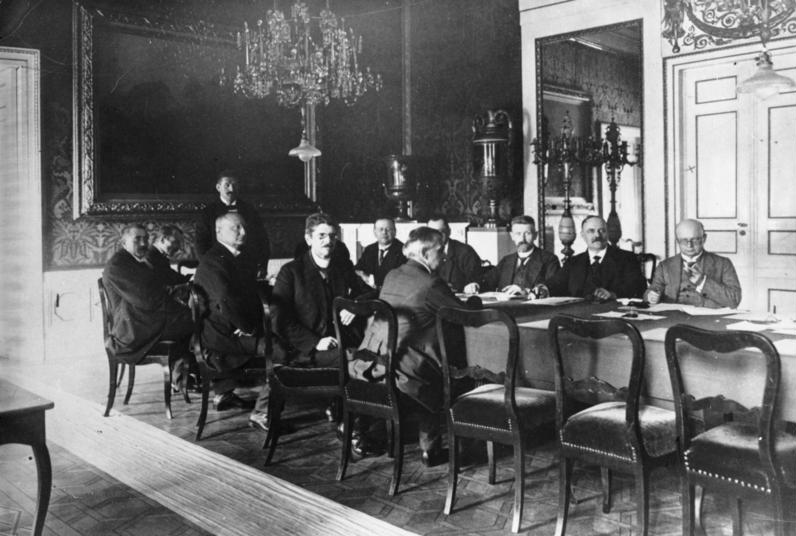
바우어 내각

1919/20년 뮐러는 바이마르 국민의회 의원이 된다. 그리고 사민당 교섭단체의 지도부에 들어간다. 뮐러 1919년 6월에는 에버트와 샤이데만이 제국대통령과 제국총리에 취임하면서 오토 벨스와 함께 당대표로 선출된다. 역할 분담에 따라 뮐러는 원내교섭단체와 대외적으로 사민당을 대표하고, 벨스는 당조직을 담당하게 된다. 조직내에서 벨스가 뮐러보다 더 지지를 받았는지는 의심스럽다. 어떻든 뮐러는 보완적 인물이고, 연설이 뛰어나지 않고, 카리스마가 부족하지만 당내에서는 벨스보다 인기가 높았다. 뮐러는 벨스와 더불어 1928년까지 당대표를 지낸다. 1922년에 아더 크르스핀이 추가로 당대표단에 합류한다.
1919년 여름 샤이데만 내각이 사임한 후 새정부를 구성하라는 에버트의 요구를 거부한다. 대신에 1919년 6월 21일부터 1920년 3월 26일까지 구스타프 바우어 내각의 외무부 장관을 역임한다. 외무부 장관을 하면서 중앙당의 요하네스 벨과 더불어 베르사이유 조약에 서명한다. 뮐러가 봤을 때, 조약의 조건은 실현불가능하지만 서명을 거부할 수도 없었다. 그 이후 조약 개정이 외교정책의 목표가 됐다. 외무부 내부적으로는 차관보 슐러가 제안한 조직개편안을 관철시켰다. 개혁안에 따라 영사업무와 외교업무가 통합되고, 외무직을 외부전문가에게도 개방되기 시작했다. 캅-뤼트비츠 쿠데타 참가자들에게는 오토 브라운과 더물어 뮐러는 "특히 악질"이었다.
캅 쿠데타가 발발후 뮐러는 다른 정부 인사들과 함께 슈트트가르트로 피한다. 바우어 연정이 해산된 3월 27일 뮐러는 제국총리가 되어 1920년 6월 6일까지 정부를 이끈다. 하지만 뮐러정부는 노조와 사민당 당원들의 "노동자정부"에 대한 기대를 충족시키지 못한다. 그는 독일민주당와 중앙당이 노조와 완전히 대립되지 않게 하기 위해 노력했다. 그는 제국의회의 정식 선거가 실시되기 전의 과도 정부이상의 역할을 했다. 그의 임기중 쿠데타의 영향으로 일어난 루어봉기와 중부독일소요를 진정시켰고, 우익 성향의 주민군을 해산시켰으며, 독립사민당까지 끌어들여 2차 사회화위원회를 도입했다. 또 그의 총리일 때 스파의 전쟁보상금회의가 임박해 있었고, 일시적으로 동맹군이 라인-마인 지역을 점령하기도 했다.
1920년 제국의회 선거는 바이마르 연정(사민당, 중앙당, 독일민주당)의 패배로 끝난다. 이 선거에서 뮐러는 프랑크지역 선거구에서 당선된다. 이후 그가 사망할 때까지 의원직을 유지한다. 동명이인 의원과 구분하기 위해 사용되던 뮐러-브레슬라우가 뮐러-프랑켄으로 바뀌게 된다. 독립사민당을 포함한 연정구성이 어려움을 격게 되면서 사민당은 야당이 된다. 뮐러는 1920년부터 1928년까지 사민당 원내대표를 지낸다. 그는 사민당의 정치적 선택지를 넓히기 위해 많은 노력을 한다. 오토 브라운과 에두아르트 베른슈타인과 더불어 쾨어리츠 당대회에서 당시까지 연정대상에서 배제되었던 독일 민주당과의 연정수립이 가능하도록 한 결의안 채택도 그런 노력중의 하나였다.
하지만 야당의 역할이 국가에 반대를 하지 않는 것은 아니라는 것은 뮐러에게도 명확한 사실이었다. 사민당 교섭단체는 콘스탄틴 페렌바흐 정부의 전쟁보상금 정책은 지지했지만, 국내 정치에 대해서는 비판을 했다. 뮐러는 사민당이 다시 집권할 의사가 있으며, 시대가 이를 요구하고 있다고 강조했다.
하지만 사민당이 요제프 비르트 정부(1920/21)와 구스타프 슈트레제만 정부(1923)에 참여했을 때, 뮐러 본인은 내각에 참여하지 않았다. 뮐러는 전 독립사민당 의원을 다시 사민당으로 끌어 들이는 데 집중했다. 그는 1923년 물가안정을 위해 8시간 노동제를 포기하는 것은 반대했다. 하지만 슈트레제만 내각의 재구성에 기여를 한다. 정부가 작센과 튀링엔의 좌파정부와 바이에른의 우익활동에 다르게 대응함에 따라 대연정을 파기하고 연정에서 철수한다.
그때부터 1928년까지 사민당은 야당이 된다. 1924년 5월 선거에서 패하고 난 후 실시된 당대회에서 당내 좌파는 당지도부를 연정정책과 관련하여 강력하게 비판한다. 독일 철강노동자연합의 로베르트 디스만은 보수 연정파트너를 고려하지 않은 무조건적 계급투쟁적 정치를 주장했다. 하지만 뮐러는 외교적 문제로 연정에 참여할 필요가 있었다면, 사민당은 당연히 정권에 참여하는 것이 옳았다고 주장한다. 또 연정정책은 순전히 전술적 문제이지 원칙의 문제가 아니라고 주장한다.
하지만 뮐러는 외교정책적 측면에서 슈트레제만의 정책을 지지한다. 특히 친서구정책과 국제 연맹가입을 지지했다. 1926년 빌헬름 마르크스 정부는 제국군과 소련의 붉은 군대와의 군사적 협력 논의를 막기 위해 사민당에 대연정을 제안한다. 하지만 뮐러는 교섭단체에서 이를 관철시키지는 못한다.

## 대연정과 제국총리
1928년 제국의회 선거에서 보수정당은 패하고, 사민당은 많은 의석을 추가한다. 1928년 6월 28일 뮐러는 제국총리가 된다. 당시 독일인민당 내부에 사민당과의 연정에 반대하는 세력이 많았다. 독일인민당 대표 슈트레제만은 당내의 갈등을 봉합하기 위해 뮐러가 내각의 수반이 되고, 공식적인 연정선언 없이 연정을 구성할 것을 제안한다. 1929년 봄에 가서 사민당과 독일민주당, 독일인민당, 바이에른인민당, 중앙당이 참여하는 대연정을 구성한다. 하지만 연정 초기부터 사민당과 독일인민당의 갈등으로 난관에 봉착한다. 거의 뮐러와 슈트레제만과의 개인적 관계에 바탕해 연정이 지속됐다.
당시 정치적 의제는 전쟁보상금의 조정문제와 동맹국이 점령한 라인란트문제였다. 국내적으로는 장갑 순양함건조를 둘러싼 갈등이었다. 사민당은 선거운동과정에서 "순양함대신에 어린이 급식을"이라는 구호를 내세운 바 있어, 찬성하기 쉬운 일이 아니었다. 연정붕괴를 막기위해 사민당 출신 장관들은 내각회의에서 순양한 건조에 찬성한다. 하지만 원내다수파는 해당 법안을 의회에서 거부하도록 의원들을 압박한다. 헤르만 뮐러는 이 갈등으로 세력이 권한이 약화된다. 1928년 가을 루어철강파업을 들러싸고, 기업입장에 섰던 독일인민당과 갈등을 겪었다. 뮐러는 이 문제를 성공적으로 조정한다. 하지만 곧 예산안을 두고 다시 부딪히게 된다. 독일인민당은 경제단체와 보조를 맞춰 감세와 복지축소를 요구한다. 사민당은 여기에 동의할 수 없었고, 이 문제는 연정이 끝날 때까지 두고 두고 갈등의 원인이 된다.
1928년 9월 뮐러는 와병중이던 외무부장관 슈트레제만을 대신해 제네바에 있는 국제 연맹을 방문한다. 뮐러 그 곳에서 프랑스 외무부 장관 아리스티드 브리앙과 연설 대결을 펼쳤지만, 전쟁보상금문제나 라인란트 문제에 관한 협상에서는 주변부에 머물게 된다. 협상은 1929년 영 안에 기초해 이루러졌다. 하지만 이 안은 폴란드와 소련안과 큰 차이가 있었다. 이 차이로 1929년 3월 초. 공산주의자 시위대와 경찰간의 물리적 충돌이 발생한다.
뮐러는 1929년 초에 이미 건강상태가 좋지 않았다. 4월부터는 담낭염을 앓았다. 병원 이송 중 사고로 담낭이 터지고, 응급 수술이 필요한 상태가 됐다. 그는 와병중에 의사의 반대를 물리치고 실업급여와 영 안에 대한 문제를 원만하게 처리한다.
우파정당들은 비밀리에 사민당을 정부에서 축출을 기도한다. 연립정부는 극우세력이 제기한 영안에 관한 국민발안과 국민투표를 함께 잘 해쳐나갔다. 하지만 연정은 실업급여 문제와 예산문제에 관해서는 더 이상 타협점을 찾지 못했다.
연정의 지속을 위해 뮐러는 많은 양보를 한다. 사민당 소속 재정부 장관이던 루돌프 힐퍼딩을 해임하기까지 한다. 하지만 1930년 3월 27일 실업급여에 대한 연정 타협안에 사민당이 반대하면서 뮐러는 총리직을 사임한다. 뮐러는 제국대통령 파울 폰 힌덴베르크가 긴급조정권을 이용해 총리직에 머물수 있게 해 줄것을 희망했다. 하지만 희망과 달리 대통령은 뮐러 대신 하인리히 브뤼니히에게 조각을 요청한다. 뮐러는 자기 정당과 제국대통령 모두에거 버려진 것이다. 이후 1930년 9월 제국 의회선거에서 나찌가 성장하하자, 뮐러는 사민당에게 브뤼니히의 소수연정을 지원해 줄 것을 요청한다.

## 사망

헤르만 뮐러 추모행렬

헤르만 뮐러는 담낭 수술후 1년이 지난 1931년 3월 20일 사망한다. 사회주의자 묘역이라고 불리기도 하는 베를린 프리드리히스펠트 첸트랄프리드리드호프에 안장됐다. 장례식이 공식적인 국장은 아니었지만, 독일 정부와 프로이센 주 정부의 직원과 수 많은 지지자들이 참석해 국장을 방불케 했다. 추모 행렬에 참가자 수는 30만명으로 추정됐다. 2011년 베를린 티어가르텐에 있는 그가 영면한 집에 "베를린 기념물 안내판"이 설치되었다.